# 特提斯龍屬
特提斯龍屬（學名：Tethysaurus）是滄龍科的一屬，生存於白堊紀晚期（土侖階）的非洲摩洛哥。化石發現於摩洛哥梅克內斯-塔菲拉勒特大區，已發現三個標本，包含一個接近完整、關節仍連接的頭顱骨、下頜、脊椎、以及部分四肢骨頭。
特提斯龍的鑑定特徵包含：頭顱骨的前額呈明顯拱形、頂骨呈三角形、頂骨的後兩側位於上枕骨上方、顴骨的升枝大而寬、基枕骨的髓板有三個穿孔、夾骨的背中側突大且有缺口、上隅骨的腹側接觸下頜骨冠、上頜骨有19到20顆牙齒、翼狀骨有15到19顆牙齒、齒骨至少有19顆牙齒、脊椎有大型副椎弓突與副椎臼。

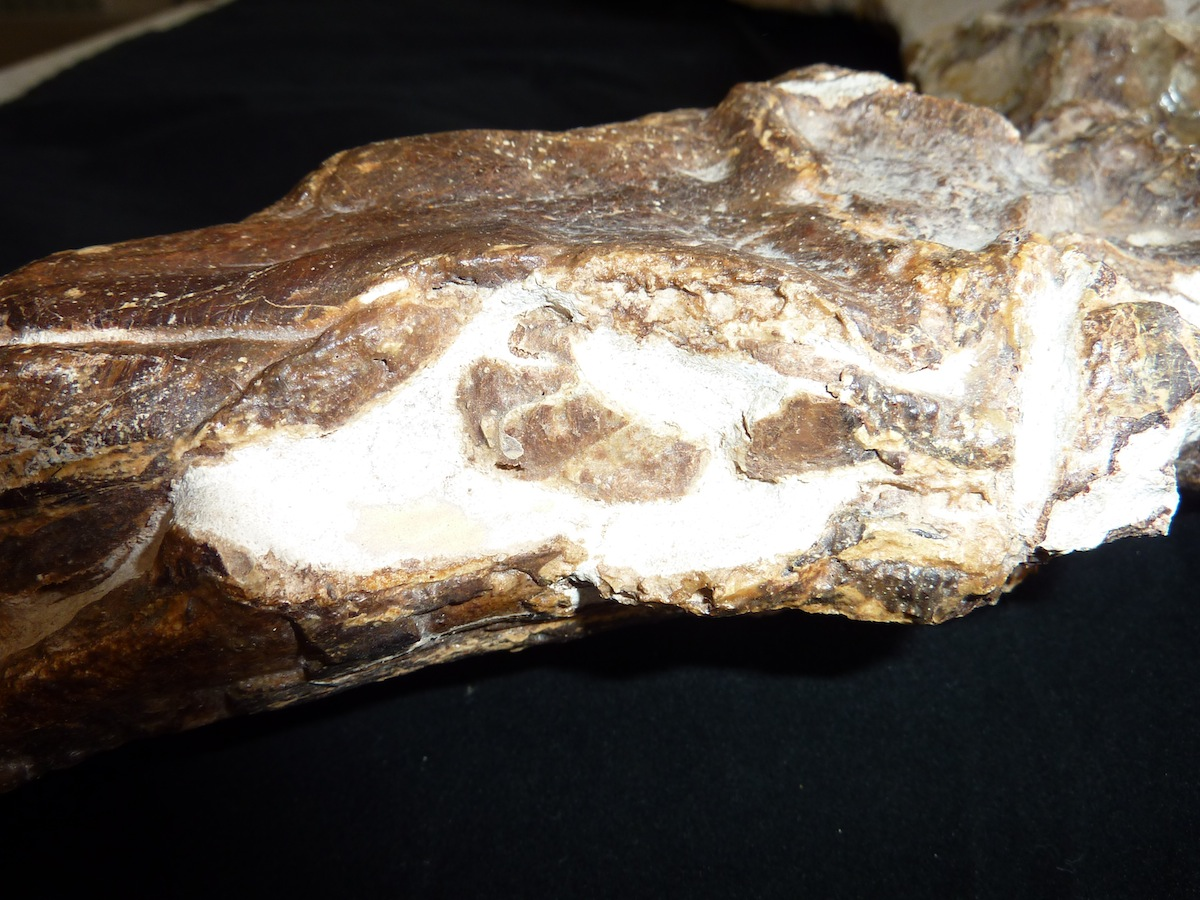
特提斯龍的鞏膜環

目前的唯一種是諾普喬特提斯龍（T. nopscai）。屬名意為「特提斯蜥蜴」，是以希臘神話的泰坦神族海神為名，這個時代的南歐、北非之間隔者特提斯洋；種名則是以匈牙利古生物學家法蘭茲·諾普喬（Franz Nopcsa）為名，他曾研究亞得里亞海的水生有鱗目爬行動物。
特提斯龍是種中型滄龍類，身長約3公尺。特提斯龍同時具有原始、進階型特徵，早期研究將特提斯龍視為過渡物種，介於森諾曼階的原始崖蜥科、與土侖階到馬斯垂克階的進階型滄龍科之間。近年研究將特提斯龍歸類於羅塞爾羅類科（Russellosaurina），演化位置位於羅塞爾龍與亞瓜拉龍之間；羅塞爾羅類科是滄龍科的一個演化支，生存於土侖階。

## 外部連結
- Oceans of Kansas （页面存档备份，存于）
- Paleobiology Database: Tethysaurus （页面存档备份，存于）